# Guy Forget
Guy Forget (Casablanca, Marruecos, 4 de enero de 1965) es un exjugador de tenis francés que se destacó en los años 1990. Alcanzó a ser N.º 4 del mundo en sencillos y N.º 3 en dobles, conquistando 11 y 28 títulos respectivamente en cada modalidad. Fue campeón de Copa Davis como jugador en 1991 y 1996 y luego como capitán del equipo francés en 2001. También fue capitán del equipo francés campeón de la Fed Cup en 2003. Fue el N.º 1 del mundo junior en 1982.

## Finales de Grand Slam

### Finalista Dobles (2)
| Año  | Torneo        | Pareja       | Adversarios en la final         | Resultado           |
| 1987 | Roland Garros | Yannick Noah | Anders Jarryd Robert Seguso     | 7-6 7-6 3-6 4-6 2-6 |
| 1996 | Roland Garros | Jakob Hlasek | Yevgeny Kafelnikov Daniel Vacek | 2-6 3-6             |

## Títulos
| Número | Fecha                    | Torneo                            | Superficie        | Adversario en la final | Resultado                  |
| 1.     | 13 de octubre de 1986    | Torneo de Toulouse, Toulouse      | Cemento indoor    | Jan Gunnarsson         | 4–6, 6–3, 6–2              |
| 2.     | 6 de marzo de 1989       | Abierto de Lorraine, Nancy        | Cemento indoor    | Michiel Schapers       | 6–3, 7–6(5)                |
| 3.     | 17 de septiembre de 1990 | ATP Bordeaux, Bordeaux            | Polvo de ladrillo | Goran Ivanišević       | 6–4, 6–3                   |
| 4.     | 14 de enero de 1991      | Torneo de Sídney, Sídney          | Cemento           | Michael Stich          | 6–3, 6–4                   |
| 5.     | 18 de febrero de 1991    | Brussels Indoor, Bruselas         | Sintético         | Andrej Čerkasov        | 6–3, 7–5, 3–6, 7–6(4)      |
| 6.     | 12 de agosto de 1991     | Masters de Cincinnati, Cincinnati | Cemento           | Pete Sampras           | 2–6, 7–6(4), 6–4           |
| 7.     | 16 de septiembre de 1991 | ATP Bordeaux, Bordeaux (2)        | Cemento           | Olivier Delaître       | 6–1, 6–3                   |
| 8.     | 7 de octubre de 1991     | Torneo de Toulouse (2)            | Cemento indoor    | Amos Mansdorf          | 6–2, 7–6(4)                |
| 9.     | 4 de noviembre de 1991   | Masters de París, París           | Sintético         | Pete Sampras           | 7–6(9), 4–6, 5–7, 6–4, 6–4 |
| 10.    | 12 de octubre de 1992    | Torneo de Toulouse (3)            | Cemento indoor    | Petr Korda             | 6–3, 6–2                   |
| 11.    | 19 de febrero de 1996    | Torneo de Marsella, Marsella      | Cemento indoor    | Cédric Pioline         | 7–5, 6–4                   |

### Títulos dobles (28)
| Números | Fechas | Torneos                               | Superficie | Compañero        | Adversarios en la final             | Resultado          |
| 1.      | 1985   | Stockholm, Sweden                     | Hard (i)   | Andrés Gómez     | Mike De Palmer Gary Donnelly        | 6–3, 6–4           |
| 2.      | 1985   | Wembley, England                      | Carpet     | Anders Järryd    | Boris Becker Slobodan Živojinović   | 7–5, 4–6, 7–5      |
| 3.      | 1986   | La Quinta, EUA                        | Hard       | Peter Fleming    | Yannick Noah Sherwood Stewart       | 6–4, 6–3           |
| 4.      | 1986   | Metz, Francia                         | Carpet     | Wojtek Fibak     | Francisco González Michiel Schapers | 2–6, 6–2, 6–4      |
| 5.      | 1986   | Monte Carlo, Monaco                   | Clay       | Yannick Noah     | Joakim Nyström Mats Wilander        | 6–4, 3–6, 6–4      |
| 6.      | 1986   | Roma, Italia                          | Clay       | Yannick Noah     | Mark Edmondson Sherwood Stewart     | 7–6, 6–2           |
| 7.      | 1986   | London/Queen's Club, England          | Grass      | Kevin Curren     | Darren Cahill Mark Kratzmann        | 6–2, 7–6           |
| 8.      | 1986   | Basel, Switzerland                    | Hard (i)   | Yannick Noah     | Jan Gunnarsson Tomáš Šmíd           | 7–6, 6–4           |
| 9.      | 1987   | Lyon, Francia                         | Carpet     | Yannick Noah     | Kelly Jones David Pate              | 4–6, 6–3, 6–4      |
| 10.     | 1987   | Indian Wells, EUA                     | Hard       | Yannick Noah     | Boris Becker Eric Jelen             | 6–4, 7–6           |
| 11.     | 1987   | Forest Hills, EUA                     | Clay       | Yannick Noah     | Gary Donnelly Peter Fleming         | 4–6, 6–4, 6–1      |
| 12.     | 1987   | Rome, Italia                          | Clay       | Yannick Noah     | Miloslav Mečíř Tomáš Šmíd           | 6–2, 6–7, 6–3      |
| 13.     | 1987   | London/Queen's Club, England          | Grass      | Yannick Noah     | Rick Leach Tim Pawsat               | 6–4, 6–4           |
| 14.     | 1988   | Indian Wells, EUA                     | Hard       | Boris Becker     | Jorge Lozano Todd Witsken           | 6–4, 6–4           |
| 15.     | 1988   | Orlando, EUA                          | Hard       | Yannick Noah     | Sherwood Stewart Kim Warwick        | 6–4, 6–4           |
| 16.     | 1988   | Nice, Francia                         | Clay       | Henri Leconte    | Heinz Günthardt Diego Nargiso       | 4–6, 6–3, 6–4      |
| 17.     | 1990   | Stuttgart Indoor, Alemania            | Carpet     | Jakob Hlasek     | Michael Mortensen Tom Nijssen       | 6–3, 6–2           |
| 18.     | 1990   | Indian Wells, EUA                     | Hard       | Boris Becker     | Jim Grabb Patrick McEnroe           | 4–6, 6–4, 6–3      |
| 19.     | 1990   | Long Island, EUA                      | Hard       | Jakob Hlasek     | Udo Riglewski Michael Stich         | 2–6, 6–3, 6–4      |
| 20.     | 1990   | Tokyo Indoor, Japón                   | Carpet     | Jakob Hlasek     | Scott Davis David Pate              | 7–6, 7–5           |
| 21.     | 1990   | Stockholm, Sweden                     | Carpet     | Jakob Hlasek     | John Fitzgerald Anders Järryd       | 6–4, 6–2           |
| 22.     | 1990   | Doubles Championships, Sanctuary Cove | Hard       | Jakob Hlasek     | Emilio Sánchez Sergio Casal         | 6–4, 7–6, 5–7, 6–4 |
| 23.     | 1991   | Bordeaux, Francia                     | Hard       | Arnaud Boetsch   | Patrik Kühnen Alexander Mronz       | 6–2, 6–2           |
| 24.     | 1993   | Indian Wells, EUA                     | Hard       | Henri Leconte    | Luke Jensen Scott Melville          | 6–4, 7–5           |
| 25.     | 1994   | Halle, Alemania                       | Grass      | Olivier Delaître | Henri Leconte Gary Muller           | 6–4, 6–7, 6–4      |
| 26.     | 1994   | Long Island, EUA                      | Hard       | Olivier Delaître | Andrew Florent Mark Petchey         | 6–4, 7–6           |
| 27.     | 1994   | Bordeaux, Francia                     | Hard       | Olivier Delaître | Diego Nargiso Guillaume Raoux       | 6–2, 2–6, 7–5      |
| 28.     | 1995   | Milan, Italia                         | Carpet     | Boris Becker     | Petr Korda Karel Nováček            | 6–2, 6–4           |